# 冠輪動物
冠輪動物總門（學名：Lophotrochozoa）是原口动物的一大演化支，得名於其所包含的兩個主要類群——觸手冠動物（Lophophorata）和担轮动物（Trochozoa）的名稱縮寫組合。傳統上，担轮动物包括软体动物门、环节动物门和纽形动物门，觸手冠動物则包括外肛動物門、内肛動物門、腕足動物門和帚蟲動物門。此外根據18S rRNA 序列，輪形動物門（或許僅部分輪形動物）和新近發現的環口動物門也可能屬於冠輪動物總門。

## 形態特徵
所有冠輪動物屬於原口動物（Protostomia），即在胚胎期，口的发育在肛門发育之前形成。冠輪動物儘管形狀上相差很多，但通常爲蠕蟲狀，身體柔輭。

## 下級分類
冠輪動物分為担轮动物和觸手冠動物兩大子類，新近的研究發現這兩個子類均非单系群。担轮动物中最大的两个门——软体动物门和环节动物门，其下各纲在演化樹上分屬不同支系，尤其是環節動物門的多毛綱（Polychaeta），其各分支位於冠輪動物的基部，代表了冠輪動物的原始形態，可能為並系群；而各小門可能爲特化的類群，其獨立性需要進一步討論。關於冠輪動物内部各門類的演化分類有多種形態學及分子遺傳學方法，結論尚不能確定。

### 擔輪動物
傳統上最大的兩類擔輪動物是軟體動物和環節動物。擔輪動物的生活史具有一些關鍵的共性。幼蟲孵化後成爲微小的游泳體，稱爲擔輪幼蟲。擔輪幼蟲在身體中部擁有兩條纖毛帶，用於游泳和捕獲食物，而在“頂端”有一叢長的鞭毛。擔輪動物的幼蟲非常相似，儘管其成體區別很大。直到最近，人們一直認爲節肢動物和環節動物是近親，其原因是這兩類動物都有身體分節的現象，但節肢動物不具有擔輪幼蟲，分子生物學也沒有支持這一觀點的證據。

### 觸手冠動物
觸手冠動物曾經被認爲是單系群（Monophyly），包括帚蟲動物、外肛動物和腕足動物。其中後兩類擁有大量化石記錄。它們都具有觸手冠（Lophophore），上有中空的觸手，用於捕食。曾經有人認爲觸手冠動物和後口動物有密切關聯，但較新的研究將其與擔輪動物聯系在一起。

## 外部連結
- 维基共享资源上的相關多媒體資源：冠輪動物
- 維基物種上的相關：冠輪動物
- Podsiadlowski, Lars; Braband, Anke; Struck, Torsten H; von Döhren, Jörn & Bartolomaeus, Thomas. . BMC Genomics（英语：BMC Genomics）. 2009, 10 (1): 364. PMC 2728741 . PMID 19660126. doi:10.1186/1471-2164-10-364.
- 冠輪動物介紹（英文） （页面存档备份，存于）